# 劉士驥 (清朝)
劉士驥（1857年—1909年5月27日），字銘伯，號毓瑰、又号鳴博。廣東惠州龍門縣人。晚清教育家、實業家。為兩廣教育發展有過卓越貢獻，尤一手籌辦兩廣優級師范學堂 （中山大學前身）。晚清政壇少壯派，時譽其人作「學界之偉人」。

## 生平
其20歲到廣東省城，從名師呂拔湖、何淡如，進而入讀廣州四大書院之首粵秀書院及越華書院，連擢第一時被稱「下山虎」。光緒十一年間（1885年）被選為拔貢，至光緒十九年（1893年）考取恩科舉人。光緒二十一年（1895年），他在北京參加康有為發起的公車上書，兩人自此相知；期間劉還與陳景華結為「諍友」。及後劉被分發廣西補用，再後署理平樂縣，至光緒二十八年（1902）十月署理廣西永淳知縣。

### 致力文教
劉在補授懷集知縣不久，因病辭官返回龍門。到光緒二十九年（1903年），劉聯合當地政要，謀劃改清興賢書院為龍門官立高等小學堂，用於開辦新式教育。劉為建校還專門發出《敬告龍門本籍士紳文》，批駁侵占教育經費的官吏，同時交文予縣官要求撥還款項。由此當地首間新式小學堂創立。
同年出任兩廣總督的岑春煊留意到劉留心學務、熱心教育後，聘其出任兩廣學務處查學委員，發展新式教育，大力實施毀廟興學方針。時有芳村紳士郭澤乾向岑提議以花地黃大仙祠積存善款充學堂經費，箭頭直指時勢力關聯寺廟的三水鄭潤煇、鄭潤深兩兄弟（廣東水師提督鄭紹忠之子），而指令由劉和番禺縣令呂道象「來縣會同傳訊查辦」。劉利用機會到黃大仙祠善堂住持處「化緣」，得善堂紳董「捐出」一萬金預備作開辦師范學堂費用。劉在廣州同期還創辦了清平、善慶、芳村、叢桂、觀成、珠光、東關等7所小學堂，規定凡旅省人士之子弟皆准入學就讀。
後到光緒三十一年（1905年）岑再指令，由劉再參與主持將歷史悠久的西關長壽寺全部變賣籌措學費，並改建成新式街市，成為當時十分轟動的事件。劉在奉准將長壽寺開作街市後得年金六七萬，成為供師范學堂常年運作的固定經費，兩廣優級師范學堂因而建成開學。同年岑會同閩浙總督奏派劉前往南洋視學，劉之後便出洋3年，周游南洋荷屬、英屬數十埠，在印尼、馬來西亞、新加坡等地聯絡華僑，積極為既有學堂「正宗旨，定教科」，而在未有學堂的地方則「籌經費，擬章程」；在荷屬印尼萬隆時，據說帶病下堅持舉行學務會議，召集各地代表，共商僑教發展及僑校管理等問題。

### 轉職實業到遇刺身故
光緒三十四年（1908年）劉聯同葉恩、歐榘甲、劉義任、梁應騮（其他人均保皇會骨幹)呈請廣西巡撫張鳴岐奏准創立振華公司，擬集資300萬在廣西貴縣開礦筑路辦銀行。獲接納成事後，同年劉再奉張鳴岐指令，派往南洋及美洲一帶招股，開辦實業。劉出行時以廣西補用道之身份，去美國等地為廣西銀礦開采募股。 
宣統元年（1909年）三月返回廣州住居，到四月初九晚，於廣州永安里寓所被四個襲擊者破門，連捅7刀而亡。當時震動全國，有傳「此係黨人所爲云」，時輿論認為屬於「黨派傾軋」，保皇派和革命派都成為猜疑對象。該案由於時勢變動而終沒有確切被定罪者，成歷史公案。

## 身故前後風波和懸疑
據整理相關史實，在劉身故前參與創立的振華公司掛牌後，劉與葉恩曾向美洲華僑募集約100～300萬的資金，同為保皇會的康有為私以為公司屬於保皇會的「黨產」，特意撥7千元幫其招股。在融資後其欲截留一半股本，但被主持的劉等創辦人所拒絕，兩方針鋒相對勢成水火。1909年5月劉在廣州遇刺後，緊接著當年舊曆七月 , 另一負責人劉義任於廣州也被毒殺。對於系列事端的主謀真凶 , 聚訟紛紜 , 迄無定論 , 時康有為還有梁啟超、徐勤等人有最大嫌疑。而康等人後於報章大肆攻擊振華公司的幾名創辦人，葉恩也連續登報公啟與其對峙。傳言血案是由保皇會首領內訌所釀後，震驚華僑社會，時闻即時導致美洲許多原保皇會人紛紛脫離而轉向革命。

## 备注
1. ↑  據認為「黨產」就是康在歷史上第一次提出的「怪詞」。
2. ↑  康當時發佈公告，公開宣稱「劉士驥陰招葉恩等搜括全黨之財」，儼將海外華僑及其資產都等同於「黨人」和「黨產」。葉恩等人則針鋒相對：「全美華僑今日多出一錢加人振華股份，異日即少卻一錢以供康梁揮霍。」